# エルバ島
エルバ島（エルバとう、イタリア語: Elba）は、ティレニア海にあるイタリア領の島。イタリア半島とコルシカ島（フランス領）の間に位置し、トスカーナ群島中最大の島である。
ナポレオン・ボナパルトが最初の退位後に追放された地として知られる。行政上はトスカーナ州リヴォルノ県に属し、約3万人が暮らす。

エルバ領旗

## 地理
ティレニア海北部に位置するが、エルバ島以北の海がリグリア海と定義されることもある。グロッセート県の海岸から20kmの所に位置し、西方にはフランス領のコルシカ島がある。シチリア島、サルデーニャ島に次いで、イタリアでは3番目に大きい島である。
島民は3万人で、最大の都市は北岸のポルトフェッラーイオ。夏場は海水浴客が押し寄せる。
エルバ島を含むトスカーナ群島の島々（エルバ島、ピアノーサ、カプラーイア、モンテクリスト、ジリオ、ジャンヌートリ）は、トスカーナ群島国立公園として保護されている。

## 歴史
この島には古代から印欧語族リグリア人のIlvates族が定住しており、島で産出する鉄の精錬で知られていた。古代ギリシャはこの島をAithàle (Αιθάλη)、Aithàleia (Αιθάλεια)またはAithalìa (Αιθαλία)と呼んでいたが、これは古代ギリシャ語で煙に因んだものである。古代ローマでは住民であるllvatesに因みllva、中世に入りllbaおよびHelbaと呼ばれるようになった。
古代にエトルリア人に侵略され、その後（紀元前480年以降）古代ローマに侵略された。11世紀始めにはピサ共和国に支配され、1398年にはミラノのヴィスコンティ家へ売却され、後にピオンビーノの領主の支配下となった。1544年には北アフリカの海賊（バルバリア海賊）の侵略により島は荒廃した。その後、トスカーナ大公国を支配するメディチ家によって実効支配された。島には、要塞と軍事と交易をするための海港、コスモーポリが建設された。この港は当時のトスカーナ大公コジモ1世の名を冠している。
1737年、メディチ家が断絶すると、エルバ島を含むトスカーナ大公国は、ハプスブルク家によって支配されることとなった。
フランス皇帝ナポレオン・ボナパルトが1814年にこのエルバ島（1802年にフランス領）に追放され、「ムリーニ小宮殿」と呼ばれる小さな邸宅（現存）で299日間を過ごしたことでも有名である。内陸部には「サンマルティーノ」と呼ばれる別荘もあった。なおこれを種にした次のような回文は有名。：

「Able was I ere I saw Elba.（エルバ島を見るまでは、私に不可能はなかった）」
1954年にはコメット連続墜落事故の一つである英国海外航空781便墜落事故がエルバ島沖で発生している。

## 行政区画

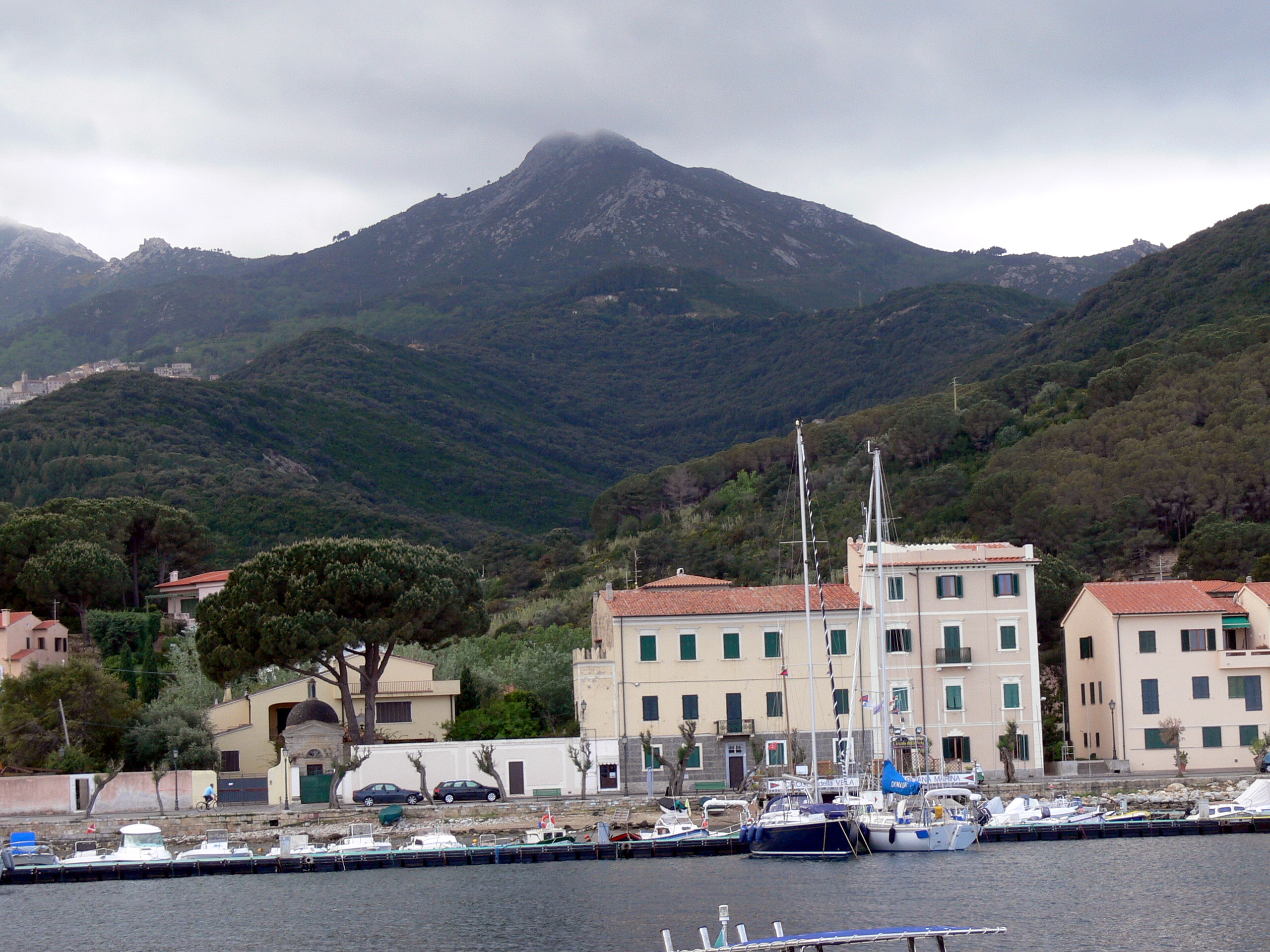
マルチャーナ港

島はリヴォルノ県に属し8つのコムーネに分かれる。
- ポルトフェッラーイオ
- カンポ・ネッレルバ
- カポリーヴェリ
- マルチャーナ
- マルチャーナ・マリーナ
- ポルト・アッズッロ
- リオ・マリーナ
- リオ・ネッレルバ

## 経済・産業
ワインで有名である。

## 交通
トスカナ州ピオンビーノ港から、ポルトフェライオ港までフェリーで1時間ほどである。

### 空港
- マリーナ・ディ・カンポ空港

## エルバ島を舞台とした作品
映画監督スタンリー・キューブリックは晩年、エルバ島のナポレオンを題材とする新作を構想中であった。

## 人物

### ゆかりの人物
- ナポレオン・ボナパルト - フランス皇帝。1814年、ロシア遠征の失敗で失脚したことで当地に追放される[5]。
- ジャック・マイヨール - フリーダイバー。カポリーヴェリの自宅で自殺。